# Dreiband-Weltmeisterschaft für Nationalmannschaften 1990

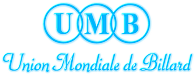
Logo UMB (ausrichtender Verband)

Veranstaltungsort: Viersen

Die Dreiband-Weltmeisterschaft für Nationalmannschaften 1990 war die 4. Auflage dieses Turniers, das seit 1981 in der Regel jährlich in der Billardvariante Dreiband ausgetragen wird. Sie fand vom 31. Mai bis zum 3. Juni 1990 in Viersen statt, das zum ersten Mal Austragungsort der WM war und dies bis heute ist.

## Spielmodus
Es nahmen 12 Mannschaften am Turnier teil. Jedes Team bestand aus zwei Spielern. Gespielt wurde in 4 Gruppen. In den Gruppen spielte jeder Spieler gegen beide Gegner. Die vier Gruppensieger erreichten das Halbfinale.
Gespielt wurde das ganze Turnier auf 2 Gewinnsätze. Das Finale war extrem spannend. Nach beiden Durchgängen stand es nach Siegen 2:2 und Sätzen 6:6. Zum Schluss siegte Japan, weil es nach erzielten Points mit 151:148 zu ihren Gunsten ausging. Es gab auch ein Spiel um Platz 3. Deutschland 2 gewann gegen Spanien mit 12:0 Sätzen und dem besten Turnierdurchschnitt von 1,290.
Bei Punktegleichstand wird wie folgt gewertet:
1. Matchpunkte (MP)
2. Satzverhältnis (SV)
3. Mannschafts-Generaldurchschnitt (MGD)

## Teilnehmer
| Nation             | Gruppe | Spieler 1          | Spieler 2         |
| ------------------ | ------ | ------------------ | ----------------- |
| Ägypten            | A      | Hisham Saad        | Mohsen Fouda      |
| Belgien            | B      | Paul Stroobants    | Michel Mens       |
| Dänemark           | A      | Tonny Carlsen      | Peter Thögersen   |
| Deutschland A      | D      | Dieter Müller      | Hans-Jürgen Kühl  |
| Deutschland B      | C      | Günter Siebert     | Christian Rudolph |
| Japan              | B      | Jouji Kai          | Yoshio Yoshihara  |
| Niederlande        | C      | Dick Jaspers       | Rini van Bracht   |
| Portugal           | C      | Manuel Ribeiro     | Jorge Theriaga    |
| Schweden           | A      | Torbjörn Blomdahl  | Lennart Blomdahl  |
| Schweiz            | B      | Andreas Efler*1    | Robert Guyot      |
| Spanien            | D      | José Carillo Lopez | José Quetglas     |
| Vereinigte Staaten | D      | Dick Reid          | Carlos Hallon     |

Anmerkung
*1 Der Österreicher spielte zu diesem Zeitpunkt noch für die Schweiz.

## Gruppenphase
Die Gruppenersten zogen ins Halbfinale ein.

### Gruppe A
| Platz | Nation   | Sp. | G-U-V | MP  | PP  | SV   | MGD   | BEMD  |
| ----- | -------- | --- | ----- | --- | --- | ---- | ----- | ----- |
| 1     | Schweden | 2   | 2-0-0 | 4:0 | 7:1 | 15:4 | 1,199 | 1,217 |
| 2     | Dänemark | 2   | 1-0-1 | 2:2 | 5:3 | 12:8 | 0,971 | 1,024 |
| 3     | Ägypten  | 2   | 0-0-2 | 0:4 | 0:8 | 1:16 | 0,582 | –     |

| Datum       | Nation   | MP  | PP  | SV  | Nation   |
| ----------- | -------- | --- | --- | --- | -------- |
| 31. 5. 1990 | Danemark | 2:0 | 4:0 | 8:1 | Agypten  |
| 01. 6. 1990 | Schweden | 2:0 | 4:0 | 8:0 | Agypten  |
| 02. 6. 1990 | Schweden | 2:0 | 3:1 | 7:4 | Danemark |

### Gruppe B
| Platz | Nation  | Sp. | G-U-V | MP  | PP0 | SV   | MGD   | BEMD  |
| ----- | ------- | --- | ----- | --- | --- | ---- | ----- | ----- |
| 1     | Japan   | 2   | 2-0-0 | 4:0 | 8:0 | 16:5 | 1,034 | 1,092 |
| 2     | Belgien | 2   | 1-0-1 | 2:2 | 4:4 | 12:8 | 0,895 | 0,869 |
| 3     | Schweiz | 2   | 0-0-2 | 0:4 | 0:8 | 1:16 | 0,650 | –     |

| Datum       | Nation  | MP  | PP  | SV  | Nation  |
| ----------- | ------- | --- | --- | --- | ------- |
| 31. 5. 1990 | Japan   | 2:0 | 4:0 | 8:1 | Schweiz |
| 01. 6. 1990 | Belgien | 2:0 | 4:0 | 8:0 | Schweiz |
| 02. 6. 1990 | Japan   | 2:0 | 4:0 | 8:4 | Belgien |

### Gruppe C
| Platz | Nation        | Sp. | G-U-V | MP  | PP  | SV   | MGD   | BEMD  |
| ----- | ------------- | --- | ----- | --- | --- | ---- | ----- | ----- |
| 1     | Deutschland B | 1   | 2-0-0 | 4:0 | 8:0 | 16:4 | 0,962 | 0,962 |
| 2     | Portugal      | 2   | 0-1-1 | 1:3 | 2:6 | 8:13 | 0,843 | 0,897 |
| 3     | Niederlande   | 1   | 0-1-1 | 1:3 | 2:6 | 5:12 | 0,924 | 0,924 |

| Datum       | Nation   | MP  | PP  | SV   | Nation      |
| ----------- | -------- | --- | --- | ---- | ----------- |
| 31. 5. 1990 | B        | 2:0 | 4:0 | 8:4  | Portugal    |
| 01. 6. 1990 | Portugal | 1:1 | 2:2 | 4:5  | Niederlande |
| 02. 6. 1990 | B        | 2:0 | 4:0 | 8:0* | Niederlande |

- *kampflos gewonnen. Da die Mannschaft der Niederlande, bzw. Rini van Bracht, die laut Reglement vorgeschriebene Werbung an der Kleidung nicht entfernen wollte, reiste sie nach dem ersten Gruppenspiel nach Hause.

### Gruppe D
| Platz | Nation             | Sp. | G-U-V | MP  | PP  | SV   | MGD   | BEMD  |
| ----- | ------------------ | --- | ----- | --- | --- | ---- | ----- | ----- |
| 1     | Spanien            | 2   | 2-0-0 | 4:0 | 6:2 | 14:7 | 1,055 | 1,214 |
| 2     | Deutschland A      | 2   | 1-0-1 | 2:2 | 4:4 | 12:9 | 0,983 | 1,006 |
| 3     | Vereinigte Staaten | 2   | 0-0-2 | 0:4 | 2:6 | 6:14 | 0,779 | –     |

| Datum       | Nation  | MP  | PP  | SV  | Nation             |
| ----------- | ------- | --- | --- | --- | ------------------ |
| 31. 5. 1990 | Spanien | 2:0 | 3:1 | 7:2 | Vereinigte Staaten |
| 01. 6. 1990 | A       | 2:0 | 3:1 | 7:4 | Vereinigte Staaten |
| 02. 6. 1990 | Spanien | 2:0 | 3:1 | 7:5 | A                  |

## Finalrunde
Die Ergebnisse zeigen die Matchpunkte.

|  | Halbfinale (Best of 3)       | Halbfinale (Best of 3) |                   |                   | Finale (Best of 3) | Finale (Best of 3) |
|  |                              |                        |                   |                   |                    |                    |
|  | Schweden                     | 2:0/3:1/7:4/1,077      |                   |                   |                    |                    |
|  | Spanien                      | 0:2/1:3/4:7/1,028      |                   |                   |                    |                    |
|  |                              |                        |                   |                   |                    |                    |
|  |                              |                        |                   |                   |                    |                    |
|  | Japan                        | 2:0/2:2/6:6/1,258      |                   |                   |                    |                    |
|  |                              | Schweden               | 0:2/2:2/6:6/1,243 |                   |                    |                    |
|  |                              |                        |                   |                   |                    |                    |
|  | Spiel um Platz 3 (Best of 3) |                        |                   |                   |                    |                    |
|  |                              |                        | Deutschland B     | 2:04:0/8:0/1,290  |                    |                    |
|  | Japan                        | 2:0/3:1/7:3/1,214      | Spanien           | 0:2/0:4/0:8/0,730 |                    |                    |
|  | Deutschland A                | 0:2/1:3/3:7/1,019      |                   |                   |                    |                    |

## Abschlusstabelle
| MP    | Match Punkte (Sieger = 2; Unentschieden = 1; Verlierer = 0) |
| SV    | Satzverhältnis (nur bei Turnieren im Satzsystem)            |
| Pkte. | Erzielte Karambolagen                                       |
| Aufn. | benötigte Aufnahmen                                         |
| GD    | Generaldurchschnitt                                         |
| MGD   | Mannschafts-Generaldurchschnitt                             |
| BED   | Bester Einzeldurchschnitt eines Spielers                    |
| BEMD  | Bester Einzeldurchschnitt einer Mannschaft                  |
| BSD   | Bester Satzdurchschnitt eines Spielers                      |
| HS    | Höchstserie                                                 |
| WRP   | Weltranglistenpunkte                                        |

| Platz | Nation             | Sp. | G-U-V | MP  | PP   | SV    | Pkt. | Aufn. | MGD   | BEMD  |
| ----- | ------------------ | --- | ----- | --- | ---- | ----- | ---- | ----- | ----- | ----- |
| 1     | Japan              | 4   | 4-0-0 | 8:0 | 13:3 | 29:14 | 579  | 515   | 1,124 | 1,258 |
| 2     | Schweden           | 4   | 3-0-1 | 6:2 | 12:4 | 28:14 | 558  | 474   | 1,177 | 1,217 |
| 3     | Deutschland B      | 4   | 3-0-1 | 6:2 | 13:3 | 28:11 | 382  | 359   | 1,064 | 1,290 |
| 4     | Spanien            | 4   | 2-0-2 | 4:4 | 7:9  | 18:22 | 480  | 486   | 0,987 | 1,120 |
| 5     | Dänemark           | 2   | 1-0-1 | 2:2 | 5:3  | 12:8  | 240  | 247   | 0,971 | 1,024 |
| 6     | Belgien            | 2   | 1-0-1 | 2:2 | 4:4  | 12:8  | 257  | 287   | 0,895 | 0,869 |
| 7     | Deutschland A      | 2   | 1-0-1 | 4:4 | 4:6  | 12:11 | 305  | 310   | 0,983 | 0,961 |
| 8     | Portugal           | 2   | 0-1-1 | 1:3 | 2:6  | 8:13  | 232  | 275   | 0,843 | 0,897 |
| 9     | Niederlande        | 1   | 0-1-1 | 1:3 | 1:3  | 5:12  | 110  | 119   | 0,924 | –     |
| 10    | Vereinigte Staaten | 2   | 0-0-2 | 0:4 | 0:4  | 6:14  | 201  | 258   | 0,779 | –     |
| 11    | Schweiz            | 2   | 0-0-2 | 0:4 | 0:4  | 1:16  | 173  | 266   | 0,650 | –     |
| 12    | Ägypten            | 2   | 0-0-2 | 0:4 | 0:4  | 1:16  | 127  | 218   | 0,582 | –     |